# Bosco Ntaganda
Bosco Ntaganda (* 5. November 1973 in Kiningi, Virunga, Ruanda) ist ein ehemaliger hochrangiger Milizenführer der Tutsi/Banyamulenge in der schwer umkämpften Provinz Nord-Kivu im Osten des Kongo. Aufgrund der von ihm mutmaßlich verantworteten Menschensrechtsverbrechen wurde er auch unter den Spitznamen „Terminator“ bzw. „Terminator Tango“ bekannt.
Gegen ihn bestand ein internationaler Haftbefehl, dem er sich am 18. März 2013 in der US-Botschaft in Ruanda stellte. Daraufhin wurde er an den Internationalen Strafgerichtshof (IStGH) in Den Haag überstellt. Am 8. Juli 2019 wurde er in allen 18 Anklagepunkten der Verbrechen gegen die Menschlichkeit für schuldig befunden, darunter für Massaker an Zivilisten, Vergewaltigungen, sexuelle Sklaverei und den Einsatz von Kindersoldaten. Im November 2019 erhielt er dafür eine 30-jährige Haftstrafe, gegen die er Berufung einlegte. Am 30. März 2021 wies die ICC-Berufungskammer seine Berufung ab und bestätigte die Verurteilung.

## Leben

### Herkunft
Ntaganda entstammte einer Tutsi-Familie und wuchs in Ruanda auf. Als Jugendlicher floh er während der ethnischen Unruhen in Ruanda, die dem Völkermord in Ruanda vorangingen, in die angrenzende Demokratische Republik Kongo (damals Zaire). Ab dem Alter von 17 Jahren schloss er sich verschiedenen bewaffneten regulären und irregulären Gruppen in Ruanda und im Kongo an.

### Ruanda
In Ruanda kämpfte Ntaganda in den Forces Rwandaises de Défense der Tutsi unter Paul Kagame, der 1994 die Regierung in Ruanda übernahm.

### Kongo
Ntaganda war am ersten Kongokrieg (1996–1997) und zweiten Kongokrieg (1998–2003) beteiligt. Ende 2002 wurde Ntaganda einer der Stellvertreter von Thomas Lubanga in der Forces patriotiques pour la Libération du Congo (FPLC). Die FPLC war die bewaffnete Miliz der politischen Bewegung Union des Patriotes Congolais. Zusammengesetzt aus Hema-Nomaden, kämpfte die FPLC in der Region Ituri im Nordosten des Lands gegen die sesshaften Lendu. Die FPLC wurde beschuldigt, von 2002 bis 2003 in dieser Region Massaker an Zivilisten verübt, Kindersoldaten rekrutiert und über 100.000 Menschen in die Flucht getrieben zu haben.
Im Januar 2009 wurde er Stabschef der CNDP-Miliz, die überwiegend aus Tutsi besteht, und sorgte schnell für die Absetzung ihres berüchtigten Anführers Laurent Nkunda. Noch im selben Jahr schloss die CNDP Frieden mit der kongolesischen Regierung und wurde in die kongolesischen Streitkräfte (FARDC) eingegliedert. Er diente in der FARDC im Rang eines Generals und lebte bis April 2012 in Goma.

### Ruanda
2012 ging die Versöhnung mit der kongolesischen Zentralregierung jedoch wieder in die Brüche und ab April gab es verstärkte Bemühungen der kongolesischen Regierung, ihn an den internationalen Strafgerichtshof zu überstellen. Im April desertierte Ntaganda und unternahm eigenständige Operationen mit etwa 300–600 Anhängern. Am 6. Mai wurde die Gründung der Bewegung 23. März (M23) unter dem Oberkommando von Sultani Makenga bekanntgegeben, die hauptsächlich aus ehemaligen CNDP-Mitgliedern bestand. Sie konnte in den nächsten Monaten längerfristig die Kontrolle über Teile Nord-Kivus erringen. Der UN zufolge war Ntaganda an der Anwerbung der Bewegung beteiligt und nahm dort in dieser eine Führungsrolle ein. Die M23 stritt jedoch eine Verbindung mit Ntaganda stets ab. Die Beziehung zwischen Ntaganda und Makenga galt als problematisch, da Makenga treu gegenüber dem von Ntaganda abgesetzten Laurent Nkunda war.

### Flucht und Anklage
Ende Februar bis Mitte März 2013 kam es zu Kämpfen zwischen der Fraktion von Sultani Makenga und einer als Ntaganda nahestehend eingeschätzten Fraktion, die auch den politischen Präsidenten der M23, Jean-Marie Runiga Lugerero, mit einschloss. Sultani Makenga setzte diesen am 27. Februar ab – er warf ihm vor, mit Ntaganda zu kooperieren. Es kam zu Kämpfen im Gebiet Rutshuru mit mehreren Dutzend Toten. Makenga konnte den Konflikt für sich entscheiden, sodass schließlich zum 16. März mehrere hundert Anhänger der unterlegenen Fraktion über die Grenze nach Ruanda flohen. Bosco Ntangenda, der unter anderem mit Waffen und Gold handelte, ging bzw. floh im März 2013 in Kigali in die dort ansässige US-Botschaft, mit der Bitte um Überstellung an den IStGH.

## Haftbefehl des IStGH und Gerichtsverfahren
Ntaganda wurde mit einem (bis zum 28. April 2008 unveröffentlichten) Haftbefehl vom 22. August 2006 vom Internationalen Strafgerichtshof (IStGH) wegen 2002 und 2003 begangenen Kriegsverbrechen gesucht.
Konkret wurden ihm die Rekrutierung von Kindersoldaten im Alter unter 15 Jahren, mehrere Morde sowie Vergewaltigungen vorgeworfen. 2012 wurde sein ehemaliger Vorgesetzter Lubanga vom Internationalen Strafgerichtshof in Den Haag wegen ebensolcher Verbrechen verurteilt.
Am 18. März 2013 stellte sich Ntaganda in der US-Botschaft in Kigali. Er bat den Botschafter Donald W. Koran um die Überstellung an den Internationalen Strafgerichtshof, was vier Tage später geschah. Seine Selbstauslieferung wurde von einigen Analysten als Aktion des Selbstschutzes interpretiert, da Ntaganda im Begriff gewesen sei den Machtkampf innerhalb der M23-Rebellengruppe zu verlieren.
Am 10. Februar 2014 eröffnete der Internationale Strafgerichtshof das Vorverfahren gegen Ntaganda. Das Hauptverfahren begann am 2. September 2015. Anklagepunkte sind Kriegsverbrechen in 13 Fällen, darunter Rekrutierung von Kindersoldaten, Verbrechen gegen die Menschlichkeit in fünf Fällen, darunter Vergewaltigung und sexuelle Versklavung. Die Taten soll er als stellvertretender Stabschef der FPLC begangen haben. Am 8. Juli 2019 wurde Ntaganda, der alle Vorwürfe zurückgewiesen hatte, in allen 18 Anklagepunkten für schuldig befunden. Am 7. November 2019 wurde er zu 30 Jahren Haft verurteilt. Die Haft wird seit dem 14. Dezember 2022 im Gefängnis Leuze-en-Hainaut in Belgien vollstreckt.
Im März 2021 setzte der Internationale Strafgerichtshof (IStGH) die Höhe der Wiedergutmachung für die Opfer von Bosco Ntaganda auf 30 Millionen Dollar (25 Millionen Euro) fest. Die hiergegen gerichtete Berufung der Verteidigung vor der Berufungskammer des Internationalen Strafgerichtshofs hatte teilweise Erfolg, sodass die Erkenntniskammer am 14. Juli 2023 ein Addendum veröffentlichte.